# سن بندتو دی مارسی
سن بندتو دی مارسی (به ایتالیایی: San Benedetto dei Marsi) یک منطقهٔ مسکونی در ایتالیا است که در استان لاکویلا واقع شده‌است.

## خصوصیات
سن بندتو دی مارسی ۲۵٫۲۵ کیلومترمربع مساحت و ۳٬۹۱۲ نفر جمعیت دارد و ۶۷۸ متر بالاتر از سطح دریا واقع شده‌است.

## خواهرخوانده
شهر کورینالدو خواهرخواندهٔ سن بندتو دی مارسی هست.